# Левічин (Млавський повіт)
Левічин (пол. Lewiczyn) — село в Польщі, у гміні Ліповець-Косьцельний Млавського повіту Мазовецького воєводства.
Населення — 190 осіб (2011).
У 1975-1998 роках село належало до Цехановського воєводства.

## Демографія
Демографічна структура станом на 31 березня 2011 року:
|          | Загалом | Допрацездатний вік | Працездатний вік | Постпрацездатний вік |
| -------- | ------- | ------------------ | ---------------- | -------------------- |
| Чоловіки | 98      | 20                 | 70               | 8                    |
| Жінки    | 92      | 17                 | 47               | 28                   |
| Разом    | 190     | 37                 | 117              | 36                   |